# Ministère de l'Éducation (Japon)
Pour les autres articles nationaux ou selon les autres juridictions, voir Ministère de l'Éducation.

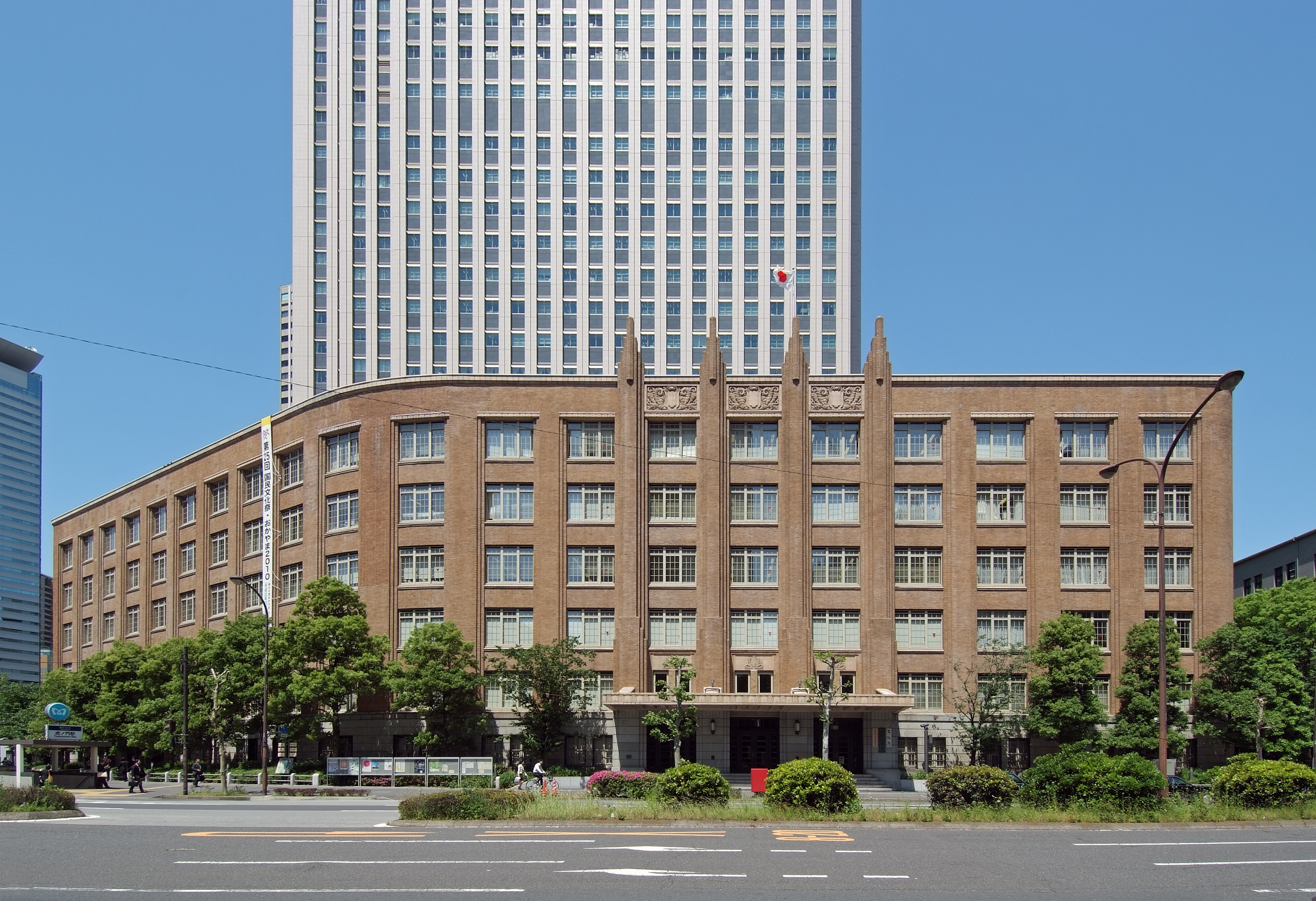
Ancien siège du ministère de l'Éducation.

Le ministère de l'Éducation (文部省, Monbushō), ou ministère de l'Instruction publique, est une entité administrative du gouvernement du Japon, chargée de l'éducation, des sciences et de la culture. Inauguré en 1871, il est remplacé en 2001 par le ministère de l'Éducation, de la Culture, des Sports, des Sciences et de la Technologie.

## Histoire
À la fin des années 1860, une révolution met fin au règne de la dynastie Tokugawa et installe un nouvel empereur au sommet de l'État japonais ; ainsi s'ouvre l'ère Meiji (1868-1912). Le gouvernement de Meiji met à bas le système féodal de l'époque d'Edo (1603-1868) et instaure un régime monarchique parlementaire. En 1869 et 1870, sur la base d'un ancien modèle, remontant au VIIIe siècle, il met en place un département d'État : le daijō-kan, un organe de tutelle des ministères des Affaires civiles, des Affaires étrangères, des Finances, de l'Industrie, de la Justice et des Travaux publics. Il crée aussi un « bureau des Sanctuaires » et une institution impériale : l'Agence de la Maison impériale,. Le ministère de l'Éducation est inauguré en juillet 1871 ; Ōki Takatō, un homme politique issu d'une famille de samouraïs du domaine de Saga, en devient le tout premier responsable. En 1872, le gouvernement du Japon, via son nouveau ministère de l'Éducation, promulgue le Code fondamental de l'Éducation qui annonce en préambule : « il ne devra y avoir aucune communauté dont les familles n'ont pas reçu d'enseignement scolaire ». Ce code, essentiellement inspiré des modèles français, allemand et néerlandais, constitue le fondement légal qui permet l'établissement du système moderne de l'éducation au Japon. Il exprime l'ambition de l'Éducation nationale : « donner la possibilité de s'instruire à tout le
peuple japonais et, par là, de sélectionner et d'encourager les hommes de talent ». La politique
éducative du gouvernement de Meiji participe aussi de la modernisation du pays, et, au moins au début, de son occidentalisation. En 1879, l'Ordonnance sur l'Éducation remplace le Code de l'Éducation. Davantage influencée par l'exemple américain, elle vise à assouplir le contrôle de l'État et mieux correspondre au mode de vie des Japonais. De 1885 à 1890, sous l'impulsion de Mori Arinori, un membre de l'aristocratie nippone devenu ministre de l'Éducation, les « bases institutionnelles et idéologiques de l'enseignement » sont instituées ; elles seront maintenues jusqu'à la fin de la Seconde Guerre mondiale.
Fin 1945, à la suite de sa défaite militaire face aux Alliés de la Seconde Guerre mondiale, le gouvernement japonais ne peut que se soumettre à la volonté des forces d'occupation dirigées par le général Douglas MacArthur. Le ministère de l'Éducation n'est pas aboli ; il est purgé de ses éléments les plus compromis dans le développement du militarisme d'État des années de guerre et devient un instrument de la démocratisation du pays engagée par l'occupant. La loi fondamentale sur l'éducation entre en vigueur en 1947 et l'un des piliers idéologiques de l'empire du Japon, hérité de l'ère Meiji, le Rescrit impérial sur l'éducation, est effacé des tables de la loi. La décentralisation du système éducatif est organisée et le ministère se voit retirer le contrôle du contenu des manuels scolaires.
Dans les années 1980, le ministère de l'Éducation reprend fermement la main sur le système éducatif japonais et poursuit le développement de celui-ci afin qu'il assure la production des compétences nécessaires à l'essor économique du pays. En janvier 2001, pour faire face aux exigences d'une société de plus en plus complexe et dominée par les technologies, le Premier ministre Yoshirō Mori rassemble le ministère de l'Éducation et l'Agence des Sciences et des Technologies dans une nouvelle entité administrative : le Ministère de l'Éducation, de la Culture, des Sports, des Sciences et de la Technologie (Monbushō).

## Organisation
De fait, dès sa création en 1871, le ministère de l'Éducation japonais a aussi en charge la culture, les arts et les sciences ; ministère de l'Éducation est une dénomination abrégée de « ministère de l'Éducation, de la Culture, des Arts et des Sciences ». Au XXe siècle, il se compose de divers services dont une agence externe : l'Agence de la Culture (Bunka-cho). Au début du siècle suivant, il intègre l'organisation en départements et agences externes du Monbushō.

## À voir aussi